# Parc Nacional del Monte Pascoal
El Parc Nacional i històric del Monte Pascoal és una de les unitats de conservació més importants de les del sud de l'Estat de Bahia. En aquest parc nacional es troba el Monte Pascoal, que va ser el primer tros de terra albirada per Pedro Alvares Cabral el 1500.
Posseeix terres amb grups ètnics Pataxó, que fa que el parc també sigui administrat per la Fundació Nacional de l'Indi i també per grups de residents de la zona. La presència d'aquests grups indígenes al parc provocar un estancament sobre com ser una àrea de conservació.